# Diesse
Diesse (Duits (verouderd): Dess, Tess of Tesse) is een plaats en voormalige gemeente in het Zwitserse kanton Bern in het district Jura bernois. De gemiddelde hoogte is 838 meter en de plaats ligt hemelsbreed tien kilometer ten westen van Biel. Op 1 januari 2014 ging Diesse met de aangrenzende gemeenten Lamboing en Prêles op in de fusiegemeente Plateau de Diesse.

## Gegevens voormalige gemeente
Eind 2013 telde de toenmalige gemeente Diesse 438 inwoners. De oppervlakte was 9,44 km². De postcode was en is 2517 en de statistische code was 0721.
- Gemeinsame Normdatei: 4657298-3
- Historisch woordenboek van Zwitserland: 000429
- Virtual International Authority File: 843145857953923021327
- WorldCat: E39PBJfRC843krrKYh9KyXP84q